# Адельгейда из Филиха
Адельгейда из Филиха (нем. Adelheid von Vilich, около 960 или около 970, Гельдерн, Дюссельдорф — 5 февраля 1015, Кёльн, Куррейнский округ) — аббатиса Филихского аббатства и церкви Святой Марии Капитолийской. Католическая святая, прославилась чудесами, происходящими на её могиле. Дочь Мегингоца, графа Гелдерна, и Герберги Лотарингской, чьим предком был Генрих I Птицелов, первый король Германии. Её родители основали аббатство в Филихе.

## Биография
Родилась в конце 960-х или начале 970-х годов; младшая дочь Мегингоца, графа Гелдерна, и его жены Герберги. В детстве её отдали в монастырь Святой Урсулы в Кёльне, где она получила образование и занималась философскими исследованиями. Когда её старший брат Годфрид погиб в бою в 977 году, граф с женой решили построить в его честь церковь в Филихе и основать общину светских канонисс. Они забрали дочь из урсулинского монастыря, отписали землю, и сделали настоятельницей новообразованной общины в Филихе. В 987 году граф обратился к императору Оттону III за хартией, предоставляющую Филихскому монастырю статус имперского монастыря, такой же как у монастырей Гандерсхайм, Кведлинбург и Эссен.
После смерти матери Герберги в 995 году Адельгейда была вынуждена возглавить монастырь самостоятельно. Она перевела Филих на Устав святого Бенедикта, несмотря на сопротивление некоторых канонисс. Через три года после смерти матери умер и отец Адельгейды, Мегингоц. Унаследовав большу́ю часть семейного состояния, она купила для монастыря земли, а оставшиеся средства передала нуждающимся.
Приблизительно в 1000 году умерла сестра Адельгейды — Бертрада — настоятельница церкви Святой Марии Капитолийской. Гериберт, архиепископ Кёльна, предложил Адельгейде взять на себя ответственность за аббатство. Первоначально она отказалась якобы из-за удалённости церкви от Филиха. Тогда архиепископ связался с императором в Ахене, который призвал Адельгейду ко двору и назначил настоятельницей церкви Святой Марии Капитолийской. Благотворительная деятельность Адельгейды в Филихе стала хорошо известна и в Кёльне, когда в последующие неурожайные года она заботилась о жителях города.
5 февраля 1015 года Адельгейда скончалась в Кёльне от ангины в присутствии своего друга, архиепископа Гериберта. Сёстры из Филихского аббатства поначалу не поверили сообщению о болезни настоятельницы и приехали уже после её смерти. Архиепископ хотел похоронить Адельгейду в Кёльне, но сёстры убедили его похоронить её в Филихе.

## Прославление
Когда Адельгейда была настоятельницей церкви Святой Марии Капитолийской, в Кёльне и близлежащих районах разразился голод. Адельгейда молилась за самых бедных, и в результате в районе Пютцхен (современный Бонн) появился источник воды. На месте источника вырыли колодец, который стал местом поклонения Адельгейде. Колодец сохранился до наших дней; каждый год в сентябре совершается к нему совершается паломничество. В 1641 году её могила была вскрыта и оказалась пустой. После этого количество паломников резко сократилось, но каждый год несколько реликвий демонстрировались и до сих пор демонстрируются публике. Кроме колодца, есть свидетельства о других чудесах, которые якобы происходили на её могиле.
Культ Адельгейды был подтверждён папой Павлом VI 27 января 1966 года. В 2008 году она была провозглашена третьей покровительницей Бонна.
День памяти — 5 февраля.